# Андреенков, Владимир Емельянович
Влади́мир Емелья́нович Андрее́нков (род. 23 августа 1930, Чаусы) — советский и российский живописец, скульптор и график-нонконформист второй половины ХХ — начала XXI века, работающий в стиле геометрической абстракции.

## Творческая биография
В 1944 году поступил в МСХШ.
В 1958 году закончил Московский художественный институт им. В. И. Сурикова. В том же 1958 году участвует сразу в двух этапных для его поколения художников выставках:
- в 4-й московской Молодежной выставке, Кузнецкий мост, 11, Москва;
- экспонирует «Женский портрет» в московском Манеже на Всесоюзной художественной выставке «40 лет ВЛКСМ».[3]

После защиты диплома зарабатывал на жизнь как иллюстратор в различных издательствах. В 1962 году вступает в СХ СССР.
В 1968 году принят в штат в Комбината графических искусств Московского Союза художников; экспонирует там эстампы: линогравюры и литографии.
В 1987 году, совместно с Ю. Злотниковым, Д. Приговым, Б. Орловым, П. Малиновским) участвует в создании «Первого творческого объединения».
Относительный успех приходит к художнику в годы падения железного занавеса и распада СССР. После 1989 года Андреенков становится востребованным, его приглашают участвовать во множестве выставок России и за рубежом.
Зрители и критики отмечают музыкальность работ художника: об этом говорят и сочетания контрастных, часто очень звучных, спектрально-чистых цветов, и ясность пропорций, и заострённая резкость границ между цветовыми плоскостями, и выразительный линейный ритм. В самих названиях работ заметны прямые отсылки к музыкальным темам: перед нами многочисленные «Созвучия», «Концерты», «Вариации», «Фуги» (Красная, Синяя, Зелёная), «Трио» (Альт, Виолончель, Скрипка), «Ритмы» и т. д.
Искусство Андреенкова многое говорит чувству. Наверное, уже оттого, что автор щедро наделен качеством, которое заражает одаренного человека стремлением к творчеству именно в пластической сфере. Я говорю об особом даре способности поражаться какому-то сочетанию красок, испытывать волнение от разрыва пространства между линиями или от давления объёмов и масс. <…> Работы Владимира Андреенкова отмечены некой романтизацией пластического материала…
Его помыслы обращены не к открытию новых мировых истин, а к познанию законов искусства; он занят методологией живописного творчества.

— Александр Морозов, доктор искусствознания

## Выставки

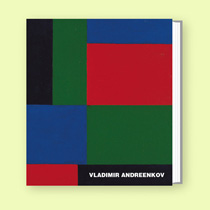
N. Brykina, G. Segato, V. Morozov : Vladimir Andreenkov. Katalog. 2007

- 1970 : Выставка «Шесть советских художников» («Sechs Sowjetische Künstler») в престижной галерее Рене Циглера (Galerie Renée Ziegler) в Цюрихе, Швейцария.[6]
- 1970, 11 сентября — 1 ноября : Выставка «Nuova correnti a Mosca», Musee Belle Arti, Лугано, Швейцария.[7][8][9]
- 1974 : Выставка «Progressive Strömungen in Moskau, 1957—1970» / «Прогрессивные течения в Москве 1957—1970»; Музей Бохума, ФРГ.[10]
- 1980 : первая персональная выставка Владимира Андреенкова: Выставочный зал МОСХ на Беговой, 7/9 в Москве (отметим, признания в академической среде, сопротивлявшейся любому проявлению новаторства, эта выставка автору не принесла).
- 1987 : Выставка московских живописцев: В. Андреенков, Н. Андронов, О. Булгакова, Н. Егоршина, В. Кулаков, И. Мещерякова, А. Ситников. Дублин, Ирландия.
- 1994 : Выставка в галерее «Фиоретто», Венеция, Италия
- 1997 : «Пути абстракции», ЦВЗ Манеж, Москва
- 2001 : Персональная выставка в Доме художника на ул. Кузнецкий мост. Москва
- 2003 : «Абстракция в России. Вторая половина XX века», ГТГ, Москва
- 2007 : Ретроспектива Владимира Андреенкова в Галерее Нади Брыкиной, Цюрих. Швейцария
- 2010 сентябрь-октябрь : Юбилейная выставка «Владимир Андреенков. Новые построения», Nadja Brykina Gallery (Мясницкая, 24), Москва
- 2013 : «Город», Nadja Brykina Gallery, Цюрих
- 2014 : Выставка «Вертикали» : Владимир Андреенков — Рихард Пауль Лозе (24 октября — 20 декабря, Nadja Brykina Gallery, Цюрих, Швейцария)

## Видео
- Вернисаж персональной выставки Владимира Андреенкова, приуроченной к его 80-летнему юбилею. Галерея Шазина,[11] Москва. (2010, продолжительность 6 мин.)
- Художник Владимир Емельянович Андреенков показывает живопись и скульптуру разных лет в своей мастерской. Приезд в Немчиновку, на место, где установлен памятный знак в честь Казимира Малевича. Куб был водружён по выполненному в 1988 году проекту Андреенкова. (Галерея Шазина / Shazina Gallery, 2010; продолжительность 8 мин.)
- Прямая речь художника. Владимир Андреенков подводит итог творческого пути в год своего 80-летия. (Галерея Шазина / Shazina Gallery, 2010; продолжительность 11 мин.)
- Film über Vladimir Andreenkov. (Творческий путь художника; фильм на немецком языке, 9 мин. 30 с. Галерея Нади Брыкиной)

## Музейные коллекции
- Государственная Третьяковская галерея, Москва
- Государственный Русский музей, Санкт-Петербург
- Тульский музей изобразительных искусств
- Белгородский государственный художественный музей
- Орловский музей изобразительных искусств
- Кемеровской областной музей изобразительных искусств
- Приморская государственная картинная галерея, г. Владивосток
- Могилёвский художественный музей, Республика Беларусь
- Музей нонконформизма, Москва

## Изображения в сети
- Автопортрет, 1953. Холст, масло, 51 × 35 см. Галерея Нади Брыкиной
- Архангел. Первый вариант. 1962. Холст, масло. 135 × 110 см.
- Трансформация № 41. Воспоминание о Рембрандте. (3-й вариант), 1965. Холст, масло. 92 × 65 см на сайте ArtInvestment.Ru
- Две вертикали, 1971. Холст, масло, 100 х 60 см. Галерея Нади Брыкиной
- Три синих вертикали, 1976. Холст, масло, 160 × 120 см. Галерея Нади Брыкиной
- Спокойствие, 1982. Холст, масло, 80 х 60 см. Галерея Нади Брыкиной
- В метро. 1985, из серии «Ритмы города» Бумага, цветная линогравюра
- Созвучие № 1. 1989. Холст, масло. 80 × 70 см. Галерея Нади Брыкиной
- Борьба есть борьба. 1990. Цветная линогравюра. 73,3 × 63 / 57 × 48 см. Приморская государственная картинная галерея, г. Владивосток
- Созвучия № 64; серия «В». 1992. Холст, масло, 90 × 80 см. Галерея Шазина
- Созвучия. 1995. Бумага, пастель. 31 × 22 см.
- Конструкция цвета, 1999. Холст, масло. 80 × 75 см. Галерея Нади Брыкиной
- Трио (скрипка). 2004. Холст, масло, 81 × 41 см. Галерея Шазина
- Трансформация. 1965—2005. Холст на картоне, масло, 50 × 35 см. Галерея Шазина
- Конструктивный Крест 1975—2006. Крашенное дерево, 45 × 23 × 22 см. Галерея Шазина
- Рельеф (желто-синий), 2006. Крашенное дерево, 52 × 20 × 6 см. Галерея Шазина
- Конструкция цвета (охра), 2008. Холст, масло, 85 × 70 см. Галерея Шазина

## Литература

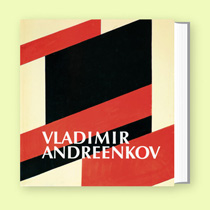
Urs Häner, Nadja Brykina : Vladimir Andreenkov. Monographie. 2003